# Laxey
Laxey (język manx Laksaa) – miasto na północno-wschodnim wybrzeżu wyspy Man. Miasto zamieszkuje 1768 mieszkańców (2006).  
W mieście znajduje się największe działające koło wodne na świecie, które stanowi atrakcję turystyczną. 

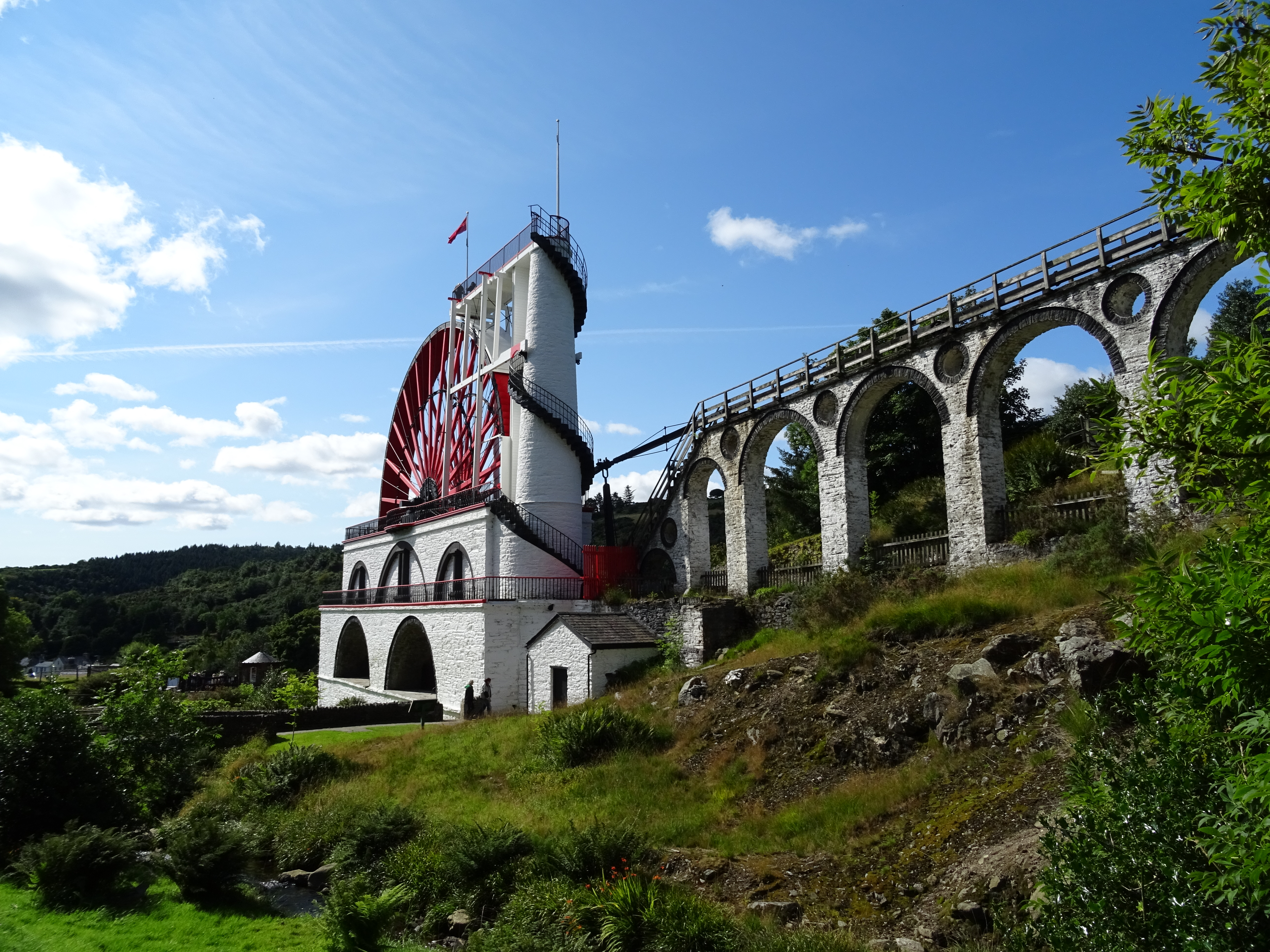
Lexey Wheel - koło wodne w Lexey